# Markus Foser
Markus Foser (Vaduz, 31 gennaio 1968) è un ex sciatore alpino liechtensteinese.

## Biografia
Specialista delle prove veloci originario di Balzers, Foser debuttò in campo internazionale in occasione dei Mondiali juniores di Bad Kleinkirchheim 1986; sei anni dopo esordì ai Giochi olimpici invernali (ad Albertville 1992 si classificò 29º nella combinata e non completò la discesa libera) e ottenne il primo piazzamento in Coppa del Mondo: 24º nella discesa libera di Aspen del 14 marzo.
Ai Mondiali Morioka 1993, sua prima presenza iridata, fu 36º nella discesa libera e il 17 dicembre dello stesso anno conquistò l'unica vittoria in Coppa del Mondo, nonché unico podio, nella discesa libera disputata sulla Saslong della Val Gardena: quel successo fu ottenuto partendo col pettorale 66 e rappresentò la prima vittoria per un atleta liechtensteinese nella specialità. Ai successivi XVII Giochi olimpici invernali di Lillehammer 1994, sua ultima presenza olimpica, si piazzò 39º nella discesa libera e ai Mondiali di Sierra Nevada 1996, sua ultima presenza iridata, si classificò 26º nella discesa libera e non completò il supergigante; si ritirò durante la successiva stagione 1996-1997 e la sua ultima gara fu la discesa libera di Coppa del Mondo disputata il 18 gennaio a Wengen, non portata a termine da Foser.

## Palmarès

### Coppa del Mondo
- Miglior piazzamento in classifica generale: 42º nel 1994
- 1 podio:
  - 1 vittoria

#### Coppa del Mondo - vittorie
| Data             | Località    | Paese  | Specialità |
| ---------------- | ----------- | ------ | ---------- |
| 17 dicembre 1993 | Val Gardena | Italia | DH         |

Legenda:

DH = discesa libera